# Ludovic Carrau
Ludovic Carrau, né le 6 septembre 1842 à Paris et mort le 21 février 1889 à Paris, est un philosophe et professeur d’université français.

## Biographie
Né en 1842, élève au collège Rollin, Ludovic Carrau entre à l’École normale supérieure en 1861 puis il est reçu 5e à l’agrégation de philosophie en 1864. Il enseigne alors dans les lycées d’Alençon (1864), de Caen (1865) et de Strasbourg (1869). 
Le 3 juin 1870, Carrau soutient ses deux thèses de doctorat ès lettres en Sorbonne. La première, en français, consiste en une étude critique de la théorie des passions chez Descartes, Malebranche et Spinoza. La deuxième, en latin, s'intéresse à Francis Bacon. 
Il est alors nommé professeur de philosophie à la Faculté des lettres de Besançon de 1870 à 1881. Puis il enseigne  à la Faculté des lettres de Paris en tant que maître de conférences de philosophie en 1881 puis en tant que professeur adjoint en 1888.
Au cours de sa carrière, il collabore également avec le Journal des débats et la Revue des deux mondes.

## Publications
- Exposition critique des théories des passions chez Descartes, Male-branche et Spinoza (1870), thèse de doctorat.
- De sermonibus fidelibus Francisci Baconi Verulamii (1870), thèse de doctorat.
- La Morale utilitaire (1875).
- Études sur la théorie de l'évolution aux points de vue psychologique, religieux et moral (1879).
- La conscience psychologique et morale dans l'individu et l'histoire (1887).
- Étude historique et critique sur les preuves du Phédon de Platon en faveur de l'immortalité de l'âme humaine (1887).
- Cours de morale pratique (1888).
- De l'éducation, précis de morale pratique (1888).
- La philosophie religieuse en Angleterre (1888).
- Il a également traduit des œuvres de Flint et de philosophes anciens puis il a réalisé une édition de Descartes[6].